# Diatrype decorticata
Diatrype decorticata är en svampart som först beskrevs av Christiaan Hendrik Persoon, och fick sitt nu gällande namn av Rappaz 1987. Diatrype decorticata ingår i släktet Diatrype och familjen Diatrypaceae.  Arten är reproducerande i Sverige. Inga underarter finns listade i Catalogue of Life.